# Didymaotus lapidiformis
A Didymaotus lapidiformis a szegfűvirágúak (Caryophyllales) rendjébe, ezen belül a kristályvirágfélék (Aizoaceae) családjába tartozó faj.
Manapság nemzetségének az egyetlen faja, de korábban a Mesembryanthemum-ok közé volt besorolva Mesembryanthemum lapidiforme név alatt.

## Előfordulása
A Didymaotus lapidiformis természetes körülmények között kizárólag a Dél-afrikai Köztársaság területén fordul elő, azaz ennek az országnak az egyik endemikus növénye. Körülbelül 630-910 méteres tengerszint feletti magasságok között él.

## Megjelenése
Pozsgás, évelő növény, amely csak 6 centiméter magasra nő meg. Toktermése 10 milliméter átmérőjű.

### Fordítás
- Ez a szócikk részben vagy egészben  a   Didymaotus lapidiformis című spanyol Wikipédia-szócikk ezen változatának fordításán alapul.  Az eredeti cikk szerkesztőit annak laptörténete sorolja fel. Ez a jelzés csupán a megfogalmazás eredetét és a szerzői jogokat jelzi, nem szolgál a cikkben szereplő információk forrásmegjelöléseként.